# Lilium duchartrei

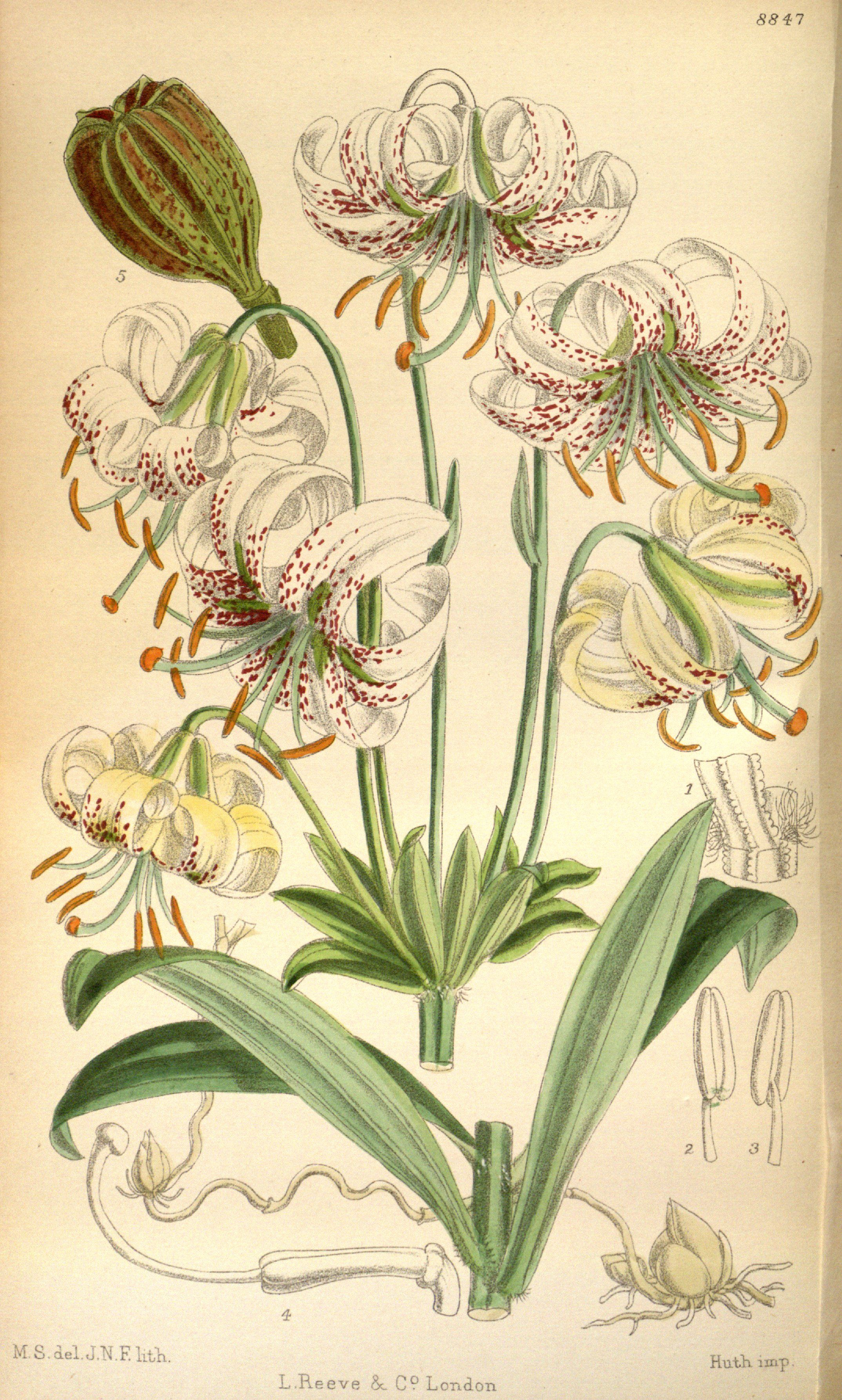
Lilium duchartrei Illustration

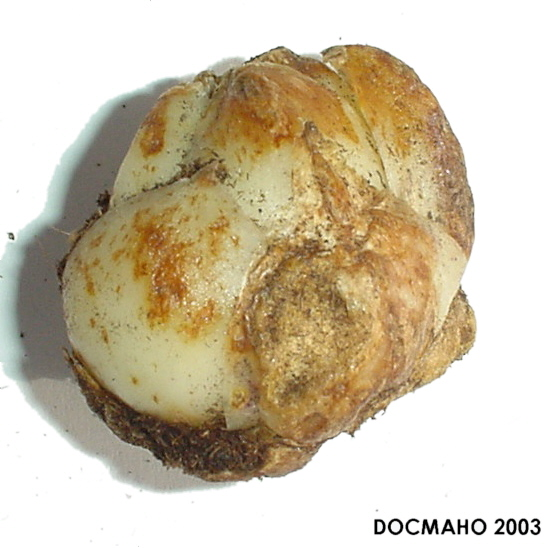
Lilium duchartrei – Zwiebel

Lilium duchartrei (chin. 宝兴百合 / 寶興百合, bǎo xīng bǎihé), Synonym auch  Lilium farreri oder Lilium forrestii, ist eine Art aus der Gattung der Lilien (Lilium) in der Sektion Sinomartagon innerhalb der Familie der Liliengewächse (Liliaceae).

## Beschreibung
Lilium duchartrei ist eine mehrjährige, krautige Pflanze, die Wuchshöhen von 50 cm bis 150 Zentimetern erreicht. Die Zwiebeln sind rundlich und erreichen einen Durchmesser von etwa 1,5 cm bis 4 cm, sie sind mit weißen lanzettförmigen Schuppen überzogen und bilden Rhizome aus. Dabei bildet sie auch Übergangsorgane aus, die zwischen Zwiebel und Rhizom liegen.
Der Stängel ist manchmal an der Oberfläche papillös und selten zunächst seitwärts wachsend. Die lanzettlichen Laubblätter sind zwischen 4,5 cm und 5 cm lang und etwa 1 cm breit. Sie sind um den Stängel verteilt und sind in den Blattachseln weiß behaart. Die Blattunterseite ist papillös und drei- bis fünfnervig.
Sie blüht von Juli bis August mit einer einzelnen oder bis zu zwölf in einer Dolde nickenden Blüten. Die zwittrigen, duftenden Blüten sind dreizählig. Die sechs gleichgestalteten, lanzettförmigen Blütenhüllblätter (Tepalen) sind stark zurückgebogen (türkenbundform) und 4,5 cm bis 6 cm lang sowie zwischen 12 mm und 14 mm breit. Die Grundfarbe der Blüten ist weiß mit purpurnen Punkten. Die Antheren sind gelb und etwa 10 mm groß, die Pollen sind dunkelrotbraun und die Filamente etwa 35 mm lang und grün. Der Fruchtknoten ist etwa 1,2 cm breit und 1,5 cm bis 4 cm lang und der Griffel ist 3 cm bis 4 cm lang. Die Nektarien sind beidseitig papillös. Die Samen reifen in 2,5 cm bis 3 cm langen und etwa 2,2 cm breiten ovalen Samenkapseln heran.

## Verbreitung
Lilium duchartrei wächst an Waldrändern, grasigen Hügeln und Bergkämmen in Höhenlagen von 1500 m bis 3800 m NN.
Die Art ist in den Provinzen Gansu, Hubei und Sichuan in der Volksrepublik China verbreitet. Nicht gesichert ist ein Vorkommen im Süden der Provinz Shaanxi im Qin Ling Gebirgszug.

## Taxonomie
Lilium duchartrei wurde 1888 durch Adrien René Franchet in Nouvelles Archives du Muséum d'Histoire Naturelle Serie 2, Band 10, Seite 96 erstbeschrieben. Die Art wurde zu Ehren von Pierre Étienne Simon Duchartre benannt, einem Präsidenten der Société botanique de France. Ein Synonym ist Lilium farreri Turrill.